# Carpinus shensiensis
Carpinus shensiensis är en björkväxtart som beskrevs av Hu Hsien-Hsu. Carpinus shensiensis ingår i släktet avenbokar, och familjen björkväxter. Inga underarter finns listade.